# 埃格爾巴赫河 (比伯特河支流)
49°23′41″N 10°46′52″E / 49.39484°N 10.78117°E
埃格爾巴赫河是德國的河流，位於該國東南部，由巴伐利亞負責管轄，屬於比伯特河的右支流，河道全長1.7公里，流經菲爾特縣。